# حصار طرابزون (1222–23)
كان حصار طرابزون في 1222-1223 وهو حصار غير ناجح على طرابزون، عاصمة إمبراطورية طرابزون، من قِبل الأتراك السلاجقة تحت معين ملك. وفقًا لموجز أواخر القرن الرابع عشر للقديس أوجينيوس جون لازاروبولوس، كانت المدينة على وشك الاستيلاء عليها، ولكن تم إنقاذها من قِبل عاصفة شديدة بشكل غير عادي. تم صد اعتداءات السلاجقة، وتم القضاء على جيشهم عند انسحابه من خلال هجمات قبائل ماتزوكيت الجبلية الشرسة تحت حكم طرابزون، وتم القبض على ملك.
رأى مؤرخو طرابزون تقليديًا أن فشل هذا الحصار أدى إلى إنهاء حالة طرابزون التابعة لسلطنة إيقونية، والتي كانت قائمة منذ عام 1214. ومع ذلك، تشير المنح الدراسية الحديثة التي تأخذ في الاعتبار سياق التاريخ التركي السلجوقي إلى أن هذه المعركة يجب أن يُنظر إليها على أنها حلقة واحدة في صراع بين طرابزون وإيقونية للسيطرة على سينوب، الساحل الشمالي للأناضول، والوصول إلى البحر الأسود والمناطق النائية التي استمرت معظم القرن الثالث عشر.
تم الاحتفاظ بتفاصيل الحصار والأحداث التي أدت إليه في أربعة مصادر: تاريخ مايكل باناريتوس، مديح القديس يوجينيوس من طرابزون بواسطة قسطنطين لوكيتيس، تأريخ علي بن الأثير، وعلى نطاق واسع، ملخص جون لازاروبولوس. خامسًا محتمل هو المؤرخ السوري ابن نطيف، الذي يشير إلى صراع يرجع تاريخه إلى حوالي عام 1230 بين السلطان كيكوباد و «لاسكاري» حيث فاز كيكوباد في المعركة الأولى لكنه خسر الثانية؛ حاول ر.م. شكوروف تحديد هذه التعارضات مع هذا، ولكن من المحتمل أن يكون بيكاك على حق في تحديدها على أنها تقرير مشوش عن حصار سينوب عام 1214. في نسخته من عمل لازاروبولوس، يشير جون أولوف روزنكفيست إلى عدد من المشاكل في حساب لازاروبولوس، مما دفع روزنكفيست إلى القول بأنه استخدم مصدرين، أحدهما يحدده على أنه يتكون من مواد سير القديسين، ويخمن روزنكفيست الثاني بأنه «ملحمة تكوين في الآية» مقارنة مع ديجينيس أكريتاس. وهو يقترح صورة المنجمين الذين استشاروا الإسطرلاب عند سؤالهم عن هذه الملحمة المفقودة، لأنها كانت «عنصرًا ثابتًا في الملاحم التركية في العصور الوسطى مثل غازي بن الدانشمند في القرن الرابع عشر». يذهب روزنكفيست إلى أبعد من ذلك في تحديد بعض الكلمات والعبارات التي ربما تكون قد أتت من الآية الملحمية، على الرغم من الاعتراف بأنه «لأسباب إحصائية بحتة، يجب توقع قدر معين من أجزاء الشعر هذه - وربما حتى الآيات الكاملة - في مقدار معين من متوسط اللغة اليونانية. نثر.»
إن الرواية الأكثر تفصيلاً للحصار والأحداث التي أدت إليه هي قصة لازاروبولوس؛ ما لم يذكر خلاف ذلك، فإن السرد التالي يستند إلى ما كتبه.

## خلفية
عند صعود الإمبراطور أندرونيكوس الأول غيدوس في عام 1222، واجهت إمبراطورية طرابزون منافسًا خطيرًا في دولة سلاجقة الروم المجاورة. كان من أوائل أعمال أندرونيكوس التفاوض على معاهدة مع السلطان ملك، تنص على علاقات سلمية بين الحاكمين. ومع ذلك، تابع ملك إتوم، رئيس من سينوب، وكسر تلك المعاهدة عندما نهب تأثير سفينة أركون ألكسيوس باكتياريس والضرائب محافظة طرابزون لخيرسون. ردًا على ذلك أمر الإمبراطور أندرونيكوس بشن غارة انتقامية على سينوب. أسطول طرابزون راسي قبالة كروسية (غرزه حاليًا) ونهبوا الريف تصل حتى سوق سينوب، الاستيلاء على السفن في الميناء وقتل أو اعتقال طواقمها. تم الضغط على رئيس إتوميس لإطلاق سراح الأسرى من خلال إطلاق سراح باكتياريس والسفينة وبضائعها، وعادت البعثة إلى طرابزون مبتهجة بنجاحهم.
عندما وصلت أنباء هذا الهجوم إلى السلطان ملك في إيقونية، قرر أنه لا يستطيع تحمل هذا الهجوم على مينائه الرئيسي على البحر الأسود، وقام بتعبئة جيشه في أرضروم. علم الإمبراطور أندرونيكوس بتعبئة السلطان، واستعد للصراع القادم، فجمع «من سوتيريوبوليس ولازيكا إلى أوينايون» - والتي يُفترض عمومًا أنها تحدد حدود الإمبراطورية في عهده. كان كلا الجانبين مستعدين للصراع القادم.
يمكن تحديد تاريخ الهجوم على سينوب والحصار الذي تلاه لطرابزون من ثلاثة مصادر: جون لازاروبولوس ومايكل باناريتوس وعلي بن الأثير. يؤرخ جون لازاروبولوس هذه الأحداث إلى العام البيزنطي للعالم 6371، في السنة الثانية من حكم أندرونيكوس الأول غيدوس؛ بدأت السنة البيزنطية في اليوم الأول من شهر سبتمبر وانتهت في اليوم الأخير من شهر أغسطس، ولأن ألكسيوس الأول توفي في 1 فبراير 1222، فمن الواضح أن السنة الثانية من عهد أندرونيكوس بدأت في فبراير 1223، مواعدة لازاروبولوس يشير إلى بعض الوقت بين فبراير 1223 وسبتمبر من نفس العام. يستخدم تأريخ مايكل بانيريتوس الكلمات نفسها بالضبط لتاريخ هزيمة ملك، لذلك يمكننا التأكد من أن الحصار سقط أيضًا في هذه الفترة الزمنية. لكن لازاروبولوس عادة لا يقدم لنا التواريخ الدقيقة: هذا هو الوحيد في كتاباته. إلى جانب تقديم تسلسل الإجراءات، لم يقدم أي معلومات عن مقدار الوقت الذي انقضى بين الأفعال الجشعة لإتوميس، والغارة شبه المنحرفة على سينوب، وبداية الحصار نفسه، مما جعل من الممكن حدوث الحالتين الأولين في وقت سابق - ربما سنوات - قبل عام 1223. لحسن الحظ، يذكر مصدرنا الثالث، علي بن الأثير، أنه في عام 1223 غرقت سفينة من اللاجئين من المغول قبالة الأناضول التي نهبها السلاجقة؛ لذا فمن الواضح أن الأحداث الثلاثة قد حدثت خلال فترة الستة أشهر هذه بين فبراير وسبتمبر 1223.

## المناوشات الأولى
إن الرواية الأكثر اكتمالًا لهذا الارتباط موجودة في ملخص جون لازاروبولوس، على الرغم من أن نصه ينطوي على العديد من الصعوبات. كما يشير جون أولوف روزنكفيست، اعتمد لازاروبولوس على مصدرين مختلفين على الأقل، مما أدى إلى صعوبات معينة في التفسير، فضلاً عن إثارة احتمال وصف بعض الحوادث مرتين. علاوة على ذلك، فقد ثبت أن لازاروبولوس قد أدخل تفاصيل جديدة في أماكن أخرى قد تكون اختراعه؛ الغرض من روايته ليس تقديم تاريخ موضوعي، ولكن تمجيد القديس الراعي لطرابزون، أوجينوس.
في وقت غير محدد بعد الغارة على سينوب، أحضر السلطان ملك قواته عبر كاتوكيون، التي تقع بين بايبرد وزيلوسة، حيث خيم رجاله. وأوضح السكان أن أفضل طريق سيكون «ما وراء الكلدان وخارجها» لأن هذا البلد «يصعب الوصول إليه ولكنه يزخر أيضًا بالرجال المحاربين، وأن المسيرة لن تكون سهلة». عند تلقي هذه المعلومات الاستخبارية، نقل السلطان معسكره إلى مكان ما فوق الممر الضيق (الذي يحدده روزنكفيست مع بوابات بونتيك، والمعروف أيضًا باسم ممر زيغانا).
أرسل الإمبراطور أندرونيكوس ثيودور بوليمارخيس مع فرقة من الرجال الموثوق بهم لمراقبة الممر الضيق؛ واجه هؤلاء القوة السلجوقية المتقدمة واشتبكوا معهم. كان ثيودور هو الذي أرسل رسالة إلى الإمبراطور بأن السلطان قد وصل؛ لاحظ لازاروبولوس أن الإمبراطور أندرونيكوس كان في الكنيسة عندما جاء الخبر، وانتظر حتى تسلم القربان المقدس قبل أن يقود 500 فارسًا ضد طليعة جيش السلطان. على الرغم من أن أحصنته الـ500 كان يفوقه عدد أربعة إلى واحد من قِبل كشافة السلطان، فقد فاز أندرونيكوس بأول اشتباك كبير، مما أدى إلى تشتت العدو؛ ولكن بعد أن رأى الإمبراطور أن هذا لم يكن سوى جزء من خصمه، بعد أن قام بتأمين قلعة لابرا، انسحب الإمبراطور إلى مدينة طرابزون. نزل السلطان من الممر وأقام معسكره على جبل منثريون بجوار دير القديس يوجينيوس. يعتقد ميشيل كورشانسكي أن السكان المحليين يعتبرون هذا الجيش أكبر جيش رأوه على الإطلاق. طوّق رجال السلطان الجدران الهائلة وأشعلوا النار في سوق طرابزون، الذي كان جزءًا من ضواحي شرق المدينة. مع حلول الليل، قيل لنا أن الإمبراطور أندرونيكوس غيدوس غادر القلعة وذهب للصلاة في كنيسة باناجيا كريسوكيفالوس للتخفيف من ضغوطه. بدأ الحصار الآن بشكل جدي.

## اعتداءات وغارات

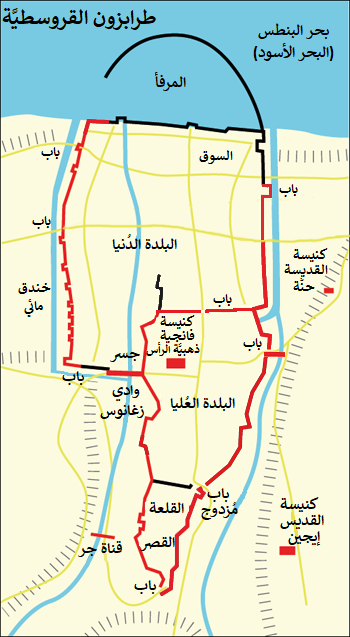
خطة تحصين طرابزون. لم تكن الأسوار المحيطة بالمدينة السفلى موجودة عام 1222.

خلال الأيام القليلة التالية، فتش السلطان جدران طرابزون، ولم يجد سوى سهام المدافعين. ثم اتخذ قراره وأمر بالاعتداء الأول. نص لازاروبولوس غير واضح هنا، لكن يبدو أن الهجوم الأول كان ضد جزء من الجدران بالقرب من القلعة. تم استقبال المهاجمين من قِبل عدد متساوٍ من المدافعين، وبمساعدة التضاريس الصعبة التي منعت أكثر من عدد قليل من الأعداء من الاقتراب والضرب، رفضوا الهجوم.
الهجوم التالي جاء في اليوم التالي. كان الجدار المواجه لشاطئ البحر منخفضًا وحُكم عليه بالضعف، لذلك نقل المحاصرون خيامهم على طول الشاطئ من الترسانة القديمة حتى «النهر الغربي» - الوادي الواقع غرب المدينة المحاطة بالأسوار مباشرة. كتب لازاروبولوس: «أعطى عازفو البوق إشارة للقتال، وأطلق صرخة واحدة من قِبل جميع الكفار». «وضع القادة سلاح الفرسان بالقرب من الحائط، وخلفهم المقالع، والجنود الذين يرشقون الحجارة، والرماة، ومن يحملون الدروع، وبين هؤلاء الذين قاموا بتشغيل المدق».
بينما هاجم جيش السلطان البوابة على هذا الجانب من المدينة، لاحظ الإمبراطور وقادته أن القوات المتمركزة حول معسكر السلطان بجوار كنيسة القديس يوجينيوس كانت محبطة وضعيفة. أطلق سلاح الفرسان هجومًا على هذا الموقع، واجتياح معسكر السلطان وأحدث الفوضى. عندما علم السلطان وقادته بهذا الهجوم، انسحبوا من هجومهم على أسوار المدينة وعادوا إلى جبل منثريون. تقدم جيش طرابزون باتجاههم، واتخذ موقعهم بالقرب من كنيسة القديس بروكوبيوس. اشتبكوا مع مجموعة متقدمة من الفرسان الأتراك، وسقط هناك قادة من كلا الجيشين، بما في ذلك، وفقًا للازاروبولوس، الرئيس إتوميس (الذين أدى نهبهم إلى هذا الحصار)، وإياتينيس، ابن ابن عم السلطان، على الجانب السلجوقي، بينما سقط على جانب طرابزون جورج تورنيكس، قائد قوات طرابزون، وأربعة آخرين من طرابزون. عندما بدأ بقية جيش السلطان في الوصول، «قاد الإمبراطور جيشه بهدوء، وعبر وادي القديس جورج ومكان البندق الثلاث، دخل المدينة بأمان». أثار الاعتداء غضب السلطان، وأمر بهدم كنيسة القديس يوجينيوس وتكسير الأرضية وهدمها.
جددت قوات السلطان هجومها في اليوم التالي. بعد قرع الصنج العربي، والخشخيشات، وآلات الإيقاع الليبية، هاجموا بصوت واحد، وأطلقوا السهام ورشقوا الرمح والحجارة القذائف الأخرى. رد المدافعون بقذائفهم الخاصة حتى نفدت سهام المهاجم، عندما قام «شعب اللاز» بطلعة على صهوة الجياد ودفعوا المهاجمين إلى الخلف.
وفي اليوم التالي ألقى السلطان خطابًا للمدينة طالبًا فيه استسلامهم. وردًا على ذلك، دعا الإمبراطور السلطان لإرسال بعثة لمناقشة معاهدة سلام محتملة؛ عندما كان المبعوثون داخل المدينة، حرص أندرونيكوس على إظهار المخزونات الوفيرة من المواد الغذائية والإمدادات التي قاموا بتخزينها. وعاد رجال السلطان وأخبروا بما رأوه فأسى السلطان.
عند هذه النقطة، قرر أهالي الريف، وكذلك من منطقة مطزوكة، أن جيش السلطان لم يكن هائلاً كما اعتقدوا في البداية، وبمجرد أن سقط عدد منهم داهموا معسكر السلطان: سرقوا الخيول، ونهبوا وأخذوا أسرى وطردوا الحراس. عبّر السلطان مرة أخرى عن سخطه على كنيسة القديس أوجينيوس، داعيًا رجاله إلى إقامة مساكنهم في المبنى بينما استمتعتهم «بعض النساء الفاسقات» بـ «إثارة الهيجان»، مما أثار رعب لازاروبولوس.
في تلك الليلة، وفقًا للازاروبولوس، زار القديس أوجينوس السلطان وقدم نفسه كزعيم لعامة الناس في المدينة، وأخبر السلطان أن السكان يريدون خيانة المدينة له. ثم جمع السلطان قواته بأسرع ما يمكن وقادهم نحو المدينة، متوقعًا أن يقابل زائره الليلي الذي سيفتح له البوابات؛ وبدلاً من ذلك، اكتسحت عاصفة شديدة رجاله غير المستعدين، الذين تعرضوا للرعد والبرد والبرق والرياح العاتية. اجتاح فيضان من المياه قوات السلاجقة، مما أدى إلى إغراق البعض وتشتت البقية.
وسواء كانت هذه العاصفة المعجزة من عمل القديس يوجينيوس، وما إذا كانت هذه العاصفة هي سبب هزيمة السلاجقة، فإن مصادر أخرى تؤكد أن السلطان تكبد خسارة فادحة واضطر إلى رفع حصاره والهرب. يشير قسطنطين لوكيتس، في إشارة إلى الحصار في مديحه للقديس يوجينيوس، إلى أن القديس يوجينيوس لم يأخذ رجال السلطان وممتلكاته فحسب، بل ساعد أندرونيكوس غيدوس في الاستيلاء على ملك. التفاصيل الوحيدة التي شاركها مايكل بانيريتوس حول هجوم السلطان على طرابزون في كتابه المقتضب كرونيكل هي أن «جميع رجال [السلطان ملك] قد فُقدوا».
عند هذه النقطة هرب السلطان ملك من الميدان مع بعض حراسه. قبض عليه بعض مسلحين من قبائل ماتزوكيت في كوراتوريون؛ تم بناء كنيسة للقديس أوجينوس في الموقع، والتي كانت لا تزال قائمة في زمن لازاروبولوس. وصف لوكيتس السلطان، بعد أن تم القبض عليه وهو يفر من ساحة المعركة، يقوده «بيده مثل العبد، الذي كان قبل ذلك رجلاً متغطرسًا تمامًا».

## ما بعد الحصار
تم إحضار ملك سجينًا إلى طرابزون، حيث استقبله أندرونيكوس بشرف. استدعى أندرونيكوس مجلسًا للحصول على المشورة بشأن ما يجب فعله مع سجينهم المهم؛ وافق مستشاروه على إطلاق سراحه. وقدم الاتفاق بينهما في المستقبل التعادل بالعبودية، التي كانت متجهة سابقًا طرابزون إلى إيقونية، يجب أن تتوقف، وأن الطرابزونيين لا ينبغي إلزامهم بأداء الخدمة العسكرية للسلطان أو تقديم الجزية أو الهدايا. ويقال إن السلطان ملك قد أعجب بهذا الاعتدال لدرجة أنه أرسل هدية سنوية من الخيول العربية إلى أندرونيكوس ومالًا إلى دير القديس يوجينيوس.
يعتبر ويليام ميلر أن استقلال طرابزون المكتسب مع هذا النصر انتهى عام 1230. غزا جلال الدين، سلطان خوارزم، الأناضول في تحد مباشر لسلطنة إيقونية. جلال الدين، الذي غزا جورجيا في عشرينيات القرن الثاني عشر، كان الآن جارًا لطرابزون. اعتبر أندرونيكوس الحياد مستحيلًا وعقد تحالفًا مع خوارزم شاه، ووافق على الحرب مع السلاجقة. لجأ العديد من جنود جلال الدين، بعد هزيمتهم في معركة ياسي جمن عام 1230، إلى طرابزون، مما دفع ميلر إلى استنتاج أن أندرونيكوس ساعد الشاه في تلك المعركة. يستشهد ميلر أيضًا بمعلومات فينسينت دي بوفيس، الذي كتب أن حاكم طرابزون كان يرسل للسلطان 200 رمح (1000 رجل).

## هوية ملك
يكتب روزنكفيست: «إن ملك لقب وليس اسمًا ولا يساعد كثيرًا في التعرف على رجله». يذكر ملك باسم زعيم السلاجقة الذين حاصروا طرابزون في ثلاثة مصادر رئيسية: مديح القديس يوجينيوس من قسطنطين لوكيتيس، وقائع ميتشايل باناريتوس، وموجز لازاروبولوس. وحده لازاروبولوس يقدم المعلومات التي تفيد بأن ملك كان «ابن السلطان العظيم ألاتين ساباتين»، وفي فقرة لاحقة يذكر ابن عمه «إياتين»، الذي قُتل ابنه في معركة؛ قد تكون هذه التفاصيل إما من تقليد حفظه لازاروبولوس فقط أو من تكهناته الخاصة. في بعض الأبحاث القديمة، هناك ثلاثة أشخاص محتملين تم التعرف على ملك: ابن كيقباد الأول، سلطان إيقونية. السلطان كيقباد الأول، ابن جية الدين كيخسرو. أو السلجوقي أمير بايبرد، مغيت الدين طغرل بك شاه.